# 막스 슈티르너
막스 슈티르너(독일어: Max Stirner, 본명: 요한 카스파어 슈미트·Johann Caspar Schmidt, 1806년 10월 25일 ~ 1856년 6월 26일)는 독일의 철학자로서 허무주의, 실존주의, 정신분석 이론, 포스트모더니즘, 개인주의적 아나키즘에 영향을 끼친 인물이다. 슈티르너의 주요저서로는 《유일자와 그 소유(Der Einzige und sein Eigentum)》가 있으며, 이 책은 1845년 라이프치히에서 처음 출간된 이후 여러 판본으로 번역되었다.

## 생애

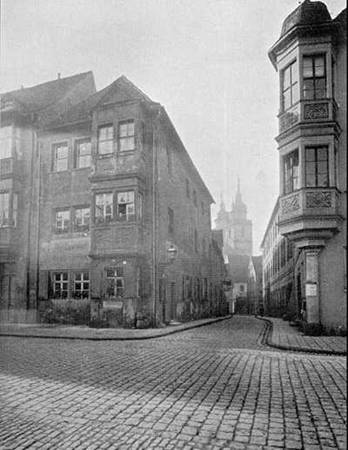
막스 슈티르너의 출생지인 바이로이트의 모습

슈티르너는 바이에른의 바이로이트에서 태어났다. 얼마되지 않는 그의 삶에 대해서는 슈티르너의 전기를 쓴 스코틀랜드계 독일인 작가인 존 헨리 매케이에 의한 것이다. 그의 전기(Max Stirner – sein Leben und sein Werk)는 1898년 독일에서 처음 출판됐고, 영어로는 2005년 에서야 번역되었다.
슈티르너는 알베르트 크리스티안 하인리히 슈미트(Albert Christian Heinrich Schmidt, 1769-1807)와 조피아 엘레오노라 라인라인(Sophia Eleonora Reinlein, 1778–1839)의 유일한 자식이었다. 그의 아버지는 1807년 4월 19일, 37세의 나이로 결핵으로 사망했다. 그의 어머니는 약사였던 하인리히 발러슈테트(Heinrich Ballerstedt)와 재혼 했고, 서프로이센의 쿨름(Kulm, 오늘날의 헤움노·Chełmno)에 정착했다.
슈티르너가 20살이 되었을 때 베를린 훔볼트 대학교에 진학했고, 그곳에서 문헌학, 신학, 철학을 공부했다. 그리고 이후 그의 사상 형성에 영향을 미치게 되는 헤겔의 강의에 참석하게 된다. 그는 철학의 역사, 종교와 철학 그리고 주관적 정신에 대한 헤겔의 강의를 들었다. 이후 슈티르너는 프리드리히 알렉산더 대학교로 옮겨가게 되는데, 이는 루트비히 포이어바흐가 그곳에서 공부하던 것과 동일한 시간대였다.
슈티르너는 베를린으로 돌아와 교사 자격증을 얻지만, 프로이센 정부로부터 전임 교사 자격을 얻지는 못했다.
1841년 베를린에 머무를 동안, 젊은 철학자들의 모임인 프라이엔(자유인)에 참여하게 되고, 이 모임은 이후 청년헤겔학파로 분류되게 된다.19세기 문학과 철학에서 유명한 몇몇의 인물들이 이그룹에 참여했는데, 칼 마르크스, 프리드리히 엥겔스, 브루노 바우어, 그리고 아놀드 루게 같은 이들이 포함되어 있었다. 통념과는 달리 포이어바흐는 헤겔좌파의 담론에 열정적으로 참여했지만, 프라이엔의 멤버는 아니였다.프라이엔의 멤버는 아니였지만 다른 헤겔좌파와 관련된 유명했던 대표적인 인물로는 미하일 바쿠닌이있다. 바쿠닌은 1840년 베를린에서의 유학중에 헤겔좌파를 만나게 되고 급격한 사상의 변화를 경험하게 된다. 이후 당대의 모든 이데올로기를 부정하게 되고, 결과적으로 아나키즘에 도달한다. 이와 관련한 사상의 변화는 그가 1842년에 작성한 독일에서의 반동이라는 글에서 잘 나타 나는데, 이글의 마지막 문장에서 그의 유명한 '파괴의 열정은 창조의 열정이다'라는 문구가 등장했다.헤겔학파의 몇몇의 멤버는 헤겔의 변증법적 방법을 열정적으로 이용해 세계를 분석했고, 헤겔의 결론에도 변증법적인 변화를 시도하다가 결국 헤겔좌파는 점차적으로 헤겔의 영향에서 벗어나게 된다. 포이어바흐와 바우노가 이러한 변화를 주도했다.
토론은 자주 프리드리히거리 히펠 주점에서 벌어졌으며, 맑스와 엥겔스 같은 이들도 참여했는데, 이들은 당시까지 포이어바흐 이론의 지지자였다. 슈티르너는 엥겔스와 자주 교류했으며, 엥겔스는 그를 좋은 친구라고 불렀다. 하지만 맑스와 슈티르너가 직접 마주한 적이 있었는지는 정확히 알려져 있지 않다. 내성적인 성격의 슈티르너는 주점 내에서의 논쟁에 자주 참여 하지는 않았지만, 클럽의 충실한 멤버이자 세심한 청중이었다.
현재 남아있는 그의 초상화는 슈티르너의 전기 작가인 맥케이의 부탁으로 프라이엔 이후 40년의 시간이 흐른뒤 엥겔스에 의해 그려진 것이다. 히펠 주점에서의 프라이엔에 대한 스케치는 슈티르너를 직접적으로 묘사한 유일한 그림이다.
이후 슈티르너는 그로피우스여학교에서 일하게 되고, 그동한 주저인 유일자와 그 소유를 쓰게 되는데 이는 다른 사상가인 바우노와 포이어바흐, 빌헬름 바이틀링의 권위주의적 사회주의(authoritarian socialism), 그리고 프루동과 같은 이들을 비판하기 위한 목적도 있었다. 1844년 10월 책의 출판으로 인한 논쟁에 참여하기 위해 그는 교직에서 사임한다.
슈티르너는 결혼을 두번하게 된다. 그의 첫번째 아내는 가정부였고 그가 어린 나이에 사랑에 빠진 이였지만, 결혼후 얼마 되지 않은 1838년 임신으로 인한 합병증으로 사망한다. 이후 1843년 프라이엔에서 지적 교류를 하던 마리 댄하르트와 재혼하지만, 1846년 이혼하게 된다. 슈티르너는 유일자와 그의 소유를 "나의 연인 마리 댄하르트에게"라며 헌정한다. 이후 그녀는 가톨릭으로 개종했고, 1902년 런던에서 사망한다.
교직을 그만둔 뒤, 슈티르너는 그의 연인 댄하르트와 함께 청년헤겔학파가 소유하고 협력의 원칙에 때라 운영되는 우유배달 사업을 계획했다. 사업을 실패했는데 낙농가에서 잘입은 지식인이였던 그에게 의구심을 품었고, 우유가게 치곤 과도하게 잘꾸며진 인테리어가 주는 거부감 때문이었다.
유일자와 그 소유 이후, 그는 슈티르너의 비평가들(Stirner's Critics)을 써서 논쟁에 반박을 했고, 생활금을 마련하기 위해 아담 스미스와 장 바스티세의 글을 번역한다. 이후 1852는 반동의 역사(History of Reaction)라는 글을 썼고, 1856년 벌레에 물린뒤 열병을 앓다가 그해 6월 26일 사망한다. 그의 장례식에는 브루노 바우어가 참석했었으며, 그의 시신은 Friedhof II der Sophiengemeinde Berlin 묘지에 안장된다.

## 철학

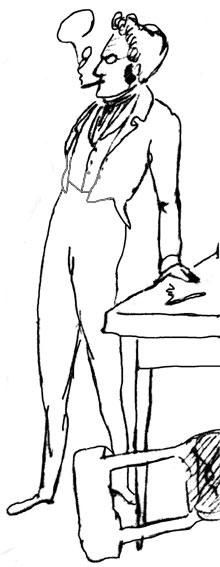
프리드리히 엥겔스(1820년 ~ 1895년)에 의해 그려진 프라이엔에서의 막스 슈티르너의 모습

슈티르너의 철학은 니힐리즘, 실존주의, 포스트모더니즘, 그리고 아나키즘에(특히 개인주의적 아나키즘, 포스트아나키즘, 포스트-레프트 아나키즘) 커다란 영향을 끼쳤다. 슈티르너의 주저는 유일자와 그 소유(독일어:Der Einzige und sein Eigentum, 번역하면 유일한 자와 그의 것)이다.

### 에고이즘
슈티르너는 자아를 완벽하게 이해하는 것은 불가능하며, '창조적 무' 언어의 종점이라 묘사한다. 슈티르너는 대체로 심리적 에고이즘과 윤리적 에고이즘의 지지자로 이해된다. 후자의 경우 분쟁의 여지가 있는데, 그러한 주장이 슈티르너의 글에서 직접적으로 나타나지 않는데다가, 그의 이익을 위해 어떠한 일을 해야 한다면 그것은 인간의 마음을 억누르는 새로운 고정관념이 되기 때문이다. 하지만 그가 자신의 흥미에 따라 행동하지 않는것을 비합리적이라고 간주한 것에 의해, 합리적 에고이스트로 간주될 수는 있다. 그러나 그가 말하는 이익이란 이기적인 것과, 이타적인 규범을 모두 포함하여 반드시 주관성이 중심이어야 하는 것이다.
개인의 자기 실현은 각 개인의 그의 욕망에 따라 에고이즘을 수행하는 것에 있다. 마지못해 행해지는 에고이즘과 기꺼이 행해지는 에고이즘의 차이는, 전자는 '공허한' 관념에 사로잡혀 더욱 높은 이유에 따라 행동 해야 한다고 믿으며, 사소한 행복과 안전을 바라며 자신의 진정한 욕망을 깨닫지 못하는 이들이다. 반면 후자는, 자신의 가려진 욕망을 전적으로 인식하며 그의 선택에 따라 자유로이 행동하는 자이다.
신성한 것이란 자신을 인정하지 못하는 비자발적 에고이스트에게만 존재한다... 요컨데 에고이스트이고자 하지 않는 에고이스트, 자신을 떨쳐버리는 이(그의 에고이즘을 억누르며), 그러나 동시에 자신을 버리는 것은 오로지 고귀해 짐으로서 그의 에고이즘을 충족하기 위한 것이다. 그는 에고이스트임을 그만두고자 하기에, 그는 천상과 지상에서 그가 마땅히 봉사하고 희생해야 하는 더 높은 존재를 찾고자 한다. 그러나 얼마나 많이 그가 동요하고 자신을 억누른다 하더라고 결국엔 모두 그 자신을 위한 것이니... 이를 나는 비자발적 에고이스트라고 부른다... 매 순간 너는 너 자신을 잃고자 하지 않는 창조자인, 너 자신의 창조물이다. 너 보다 더욱 높은 존재로서의 너, 너를 능가하는 너... 바로 이가 너가 인식하지 못하는 비자발적 에고이스트이다. 따라서 너의 더 높은 본질이란, 소외의 본질이다.... 소외는 "신성한 것"의 기준이다.
 — The Ego and its Own, Cambridge edition, pp. 37–8
자유주의(liberalism)가 인간을 선언한 이래로, 이것이 오직 기독교의 마지막 결과물 뿐이라고 말할 수 있다. 이 기독교는 본래 “인간”과 “진짜 인간”을 실현하는 것 외에 다른 사명을 가지지 않았다. 이로써 기독교가 나에 대하여 불멸의 교리와 목가적 보살핌의 대상으로서 무한한 가치를 부여한다는 주장의 속임수가 밝혀진다. 이는 나를 오직 인간으로서만 소중히 여길 뿐이다. 오직 인간만이 불멸하며, 내가 오로지 인간이기 때문에 나 또한 그렇다는 것이다. 사실, 기독교는 자유주의가 모든 인간이 동일하다고 말한 것처럼 누구도 사라지지 않을 것이라고 설교해야 한다. 그러나 이 영원함이란, 이 평등이란, 내가 아닌 내 안의 인류만을 말할 뿐이다. 인류의 운반자이자 껍데기로서의 나만이 죽지 않는다. 모두가 “왕은 죽지 않는다”라는 말을 알고 있듯이 루드비히는 죽지만 왕은 남는다. 나는 죽지만 정신은, 인간은 남게 된다. 이제 나를 완전히 인간과 동일하게 만들기 위하여 누군가는 “진짜 유적존재”가 되어야 한다는 원칙을 개발했다.
인간이라는 종교는 기독교의 마지막 변형일 뿐이다. 자유주의라는 종교는 나의 본질을 나에게서 분리해 그것을 나 위에 놓는다. 이것은 다른 종교가 그들의 신이나 우상을 찬양하는 것과 동일하게 “인류”를 찬양한다. 이것은 나의 것과 나의 특질과 나의 소유에서 벗어난 소외된 무언가를 나의 “본질”로 만듦으로써 나의 것을 다른 세계의 무언가로 바꿔 버린다. 요컨대 이것은 나를 인간 아래에 놓고 그리함으로써 나에 대해 소명을 만들어내는 것이다.
 — "the unique and its property" pp. 188-189

그의 철학에서 자발적 에고이스트는 그 자신의 사상의 소유자로서(그의 저서의 제목처럼) 비자발적 에고이스트는 반대로 소유 당하는 이로서 대조적으로 묘사된다. 오로지 그가 법, 권리, 도덕, 종교 등의 '신성한' 진리가 단지 인위적으로 만들어진 가상의 개념임을 인식하고, 이에 복종하길 거부할 때 그는 자유로울 수 있다. 슈티르너에게 있어서 자유의 추구란 창조자와 창조물의 복합적인 의미를 지니는데, 창조자로서 기성 질서를 거부하고, 그로서 기존 질서에서 거부되었던 것이 창조된다는 것인데, 말하자면 파괴가 창조를 형성한다는 것이다. 슈티르너에게 있어서 힘은 에고이즘의 방법론이다. 그는 힘을 이용해 얻은 재산만이 오직 정당한 것이라고 주장했다.

### 아나키즘
슈티르너는 보편적으로 받아들여지는 사회제도 – 국가, 자본주의적 사적 소유권, 자연권 그리고 사회 그 자체마저도 – 단지 환상이며 인간의 마음을 돌아다니는 '유령(spook)'으로 묘사하고 이의 권위를 부정한다.
그는 무도덕주의의 측면에서 에고이즘을 옹호 했고, 각 개인은 오직 그의 순수한 욕구에 따라 '에고이스트 연합'으로서 단결할 수 있어야 한다고 주장했다. 그에게 있어서 소유란 단지 힘으로 얻어지는 것이다. "누구든지 쟁취하는 것을 아는 자, 그것을 지키는 자에게 소유는 주어진다." 그리고, "내가 나의 힘으로 가지고 있는 것, 그것은 나의 것이다. 내가 소유자로서 자신을 주장하는 한, 나는 그것의 소유자이다." 그는 또한 말했다, "나는 너의 소유 앞에서 수줍게 물러서지 않을 것이며, 어떠한 존중심도 없이 언제나 나의 소유로 여길 것이다. "슈티르너는 사람을 포함한 세계의 모든 것을 도덕적 제약 없이 – 그 권리라는 것이 존재하는 것이 아니기 때문에 – 사용할 수 있는 것으로 간주했다. 그는 다른 사람의 이익을 고려하는 것은 그것이 자신의 이익으로 발전하는 것이 아닌한 불합리한 것이라고 주장했으며, 이것이 행위의 유일하게 적합한 이유라고 생각했다. 그는 또한 고정된 사회를 실체없는 유령으로 간주 했고, 개인이 실체라고 했다.

#### 에고이스트 연합
슈티르너의 에고이스트 연합이라는 개념은 유일자와 그의 소유에서 처음 등장했다. 연합은 비체계적인 협회로 간주되며, 국가에 대조하여 주장되었다. 연합은 당사자들의 지지를 통해 끊임없이 갱신되는 에고이스트들 간의 관계로 이해될 수 있다.연합은 당사자들 모두가 의식적인 에고이즘으로부터 참여 하는 것이 중요하다. 만일 당사자들중 누군가 고통을 겪음에도 이의 겉모습을 유지하려 한다면, 연합은 퇴락하여 다른 무언가로 변모하고 만다. 이 연합은 사람의 뜻을 넘어서는 권위가 나타나서는 안되는 것이다.
에고이즘은 사상에 반대하지도 사랑에 반대하지도 않는다. 이것은 사랑의 달콤함의 적이 아니며, 헌신과 희생의 적도 아니다. 친밀한 따스함의 적이 아니며, 또한 비판이나 사회주의의 적도 아니다. 요컨대 에고이즘은 특정한 관심사의 적이 아니다. 이것은 특정한 관심사의 배제가 아니다. 이것은 오로지 무심함과 무관심에 대항할 뿐이다. 사랑에 반대하지 않으나, 신성한 사랑에 대한 반대이며, 사상의 반대가 아니라 신성한 사상에 대한 반대이고, 사회주의에 대한 반대가 아니라, 신성한 사회주의에 대한 저항이다. 마치 자신을 고립시키고, 유리시키며, 고독에 빠져들길 원하는처럼 보이는 에고이스트의 배타성이란, 오로지 무관심의 배제를 통하여 관심사에 대한 완전한 참여를 하기 위한 것이다.
 — Max Stirner. Stirner’s Critics
그러나 내가 왜 공공선에 신경을 써야 하는가? 공공선은 나의 선이 아니며, 단지 자기부정의 최악의 형태일 뿐이다. 내가 “굴복” 할 때만이 공공선이 번영할 것이며, 내가 굶주릴 때만이 국가가 화려해 질 것이다…… 인민은 발언권을 지녀야 할 것이다. 입이 없는 자가 발언을 할 수 있다니! 오직 개인만이 발언권을 가질 뿐이다. 그러니 언론의 자유의 모든 문제가 “인민의 자유”라는 형태를 취할 때, 모든 것이 뒤집어진다. 이것은 오직 개인의 권리이자, 개인의 더 나은 힘일 뿐이다. 만일 인민이 언론의 자유를 가진다면, 인민의 가운데서도 나는 자유를 얻지 못할 것이다. 인민의 자유는 내 자유가 아니며, 인민의 자유로서 언론의 자유는 반드시 나에게 적대하는 언론의 법과 함께 나타날 것이다.

이 말은 오늘날의 자유에 대한 노력에 대항하며 선언되어야 한다.
인민의 자유는 내 자유가 아니다!
인민의 자유, 인민의 권리라는 이 범주를 허용해 보자. 예를 들어, 인민의 권리로서 모두는 무장할 권리가 있다. 그러나 그중에 권리를 박탈당한 자가 있지 않겠는가? 사람은 그 자신의 권리를 박탈할 수 없지만, 나에게 속한 권리가 아닌 인민에게 속한 권리로서 그것을 박탈당할 것이다. 인민의 자유를 위하여 나는 감금될 수 있으며, 죄수로서 무장할 권리를 잃는다. 자유주의(Liberalism)는 인민의 자유, 공동체의 자유, “사회”의, 보편의, 인류의, 인류의 이상의, 인민의, 공동체의, 발언권을 가진 “사회”의 창조에 대한 마지막 시도로 나타난다.
개인을 희생하지 않고서는 인민은 자유로워질 수 없다. 이 자유에서 중요한 것은 개인이 아닌, 인민이기 때문이다. 인민이 더욱 자유로워 지면, 개인은 더욱 구속된다. 아테네의 인민은 정확히 그들이 가장 자유로웠던 시기에,  도편추방제를 만들었고 무신론자들을 추방했으며, 가장 현명한 사상가를 독살했다……
모든 신성한 것은 구속이자, 족쇄다.
신성한 모든 것들은 법의 파괴자들에 의해 파괴되어야 한다. 그러니 우리의 시대는 모든 영역에서 이 파괴자의 무리를 가지고 있다. 그들은 무법을 위해 이 법을 어길 준비를 하고 있다……
인민은 강한 시민을 추방하고, 교회의 이단자들에 대한 종교 재판을 자행하며, 국가의 반역자에 대한 종교재판을 행함으로써 그 자신의 왕권 위에 서려는 자들을 억압할 것이다.
인민에게 중요한 것은 자기주장일 뿐이다. 이것은 모두에게서 “애국적 희생”을 요구한다. 따라서 모두는 그 자신으로서는 다르지 않으며 무의미하고, 그가 그 스스로 해야 하는 것들, 즉 자신을 실현하게 하는 것들은 할 수도 없으며 허용될 수조차 없다. 모든 인민, 모든 국가는 개인에게 불의다……
내가 헌법, 헌장, 법률에 자신을 가두어  “내 몸과 마음을 인민에게 바친다”라고 선언해야 한다면 어떻게 자유로울 수 있는가? 내 능력이 “사회의 조화를 방해하지 말라”라는 그들의 규율 안에서만 허용되고 개발될 수 있다면, 내가 어떻게 나 자신일 수 있겠는가?
인민과 인류의 몰락은 나를 나의 부흥으로 이끌 것이다.
들어보라, 내가 글을 쓰는 지금 이 순간조차도 우리의 사랑스러운 독일 존재의 1000년을 기념하는 내일의 축제를 위한 종소리가 시작되고 있다. 이 종소리는 이 장례식의 장송곡의 소리다!... 독일 민족과 독일 인민들은 그들 뒤에 1000년의 역사를 가지고 있다. 이 얼마나 기나긴 삶인가! 그러니 가서 잠들어 다신 깨어나지 말아라, 그렇게 네가 그토록 오랫동안 사슬로 묶어왔던 모든 이들이 이로써 자유로워질 것이다. 인민은 죽었다. 나여 영원하라!
오, 그대 너무도 고통받는 독일 인민이여 너의 고통은 무엇이냐? 그것은 사상이 그 자신의 육신을 만들지 못하는 고통이며 새벽이 가기 전에 무로서 사라져 버릴 유령 들린 정신의 고통 이건만, 너는 아직 구원과 성취를 갈망하구나. 그대 친애하는 사상이여, 그대 친애하는 유령이여, 너는 내 안에서도 오랫동안 살아왔다. 나는 너의 구원을 위한 말을 거의 발견했다고 상상했었고, 배회하는 정신을 위한 살과 뼈를 발견했었다. 그리고 나는 너의 영원한 안식을 알리는 종소리를 듣게 되었고, 마지막 희망이 사라져 가며, 마지막 사랑도 사라져갔다. 그리고 나서 나는 황량한 죽은 자의 집에서 빠져나와 산자들을 부른다.
오직 살아있는 자만이 권리를 지닌다.
잘 가거라, 그대 수백만의 꿈이여, 잘 가거라, 그대 자신의 아이들에 대한 천년의 폭정이여!

내일 그들은 너를 무덤으로 데려갈 것이다. 곧 너의 자매들과 너의 인민들이 너를 따르리라. 그러나 그들 모두가 뒤따랐을 때, 인류는 매장될 것이고, 나  자신은, 웃고 있는 상속자일 것이다!
 — Max Stirner. The Unique and Its Property pp. 225-229
모든 운동과 이데올로기에는 권리의 주체가 되는 일종의 정체성이 존재한다. 여기서 권리를 보장 받기 위해서는 그 이데올로기가 요구하는 정체성(성, 인종, 민족 등)에 포함되어야 한다. 이는 개인의 집단 정체성(혹은 그것의 도덕성)에 대한 굴복을 의미하며, 이렇게 사람은 세계를 그 자신으로서 직접 마주하는 것 자체가 불가능해 진다. 개인은 이에올로기에 연계하지 않고서는 안전을 보장 받을 수 없다. 누군가 그 정체성에서 벗어난다면(혹은 쫓겨난다면) 그는 곧 이데올로기가 그에게 약속한 모든 권리를 박탈 당할 것이다. 결국 사람은 그 정신에 복종하는한 자유로울 권리가 있는 것이다. 슈티르너는 이를 정신의 지배로서 파악한다. 이에 맞서서 등장한 개념이 어떠한 정신의 지배와도 연계하지 않은 고유한 개인(혹은 유일자)이 그들의 공통된 욕망을 위해 상호적으로 교류하는 연합체인 에고이스트 연합이다.

#### 혁명
슈티르너는 전통적인 형태의 혁명의 모델을 비판했다. 그러한 운동은 암묵적으로 국가주의적인 것이라고 주장했는데, 이는 고전적인 혁명이 결국에는 체제를 전복하더라도 새로운 국가의 질서를 부여하는 것을 목표로 하기 때문이다. 따라서 슈티르너는 전위대가 주도하는 위에서 아래로 향하는 변화인 정치혁명을 비판하고, 사회 곳곳에 존재하는 개인들이 주도하는 아래서 위로 향하는 혁명, 즉 사회혁명을 주장한다.
특정한 자유를 향한 갈망은 언제나 새로운 지배를 목표로 한다. 혁명이 그래왔던 것처럼 "그것의 옹호자들에게 자유를 위해 싸우고 있다는 느낌을 준다." 그러나 사실 그들은 특정한 자유만을 쫓았기 때문에 새로운 지배인 "법에 의한 지배"를 만들어 낸다.

네가 그토록 자유를 원한다면, 어째서 자유의 적음과 많음의 정도에 대하여 언쟁하는가? 자유는 오직 모든 자유일 수 밖에 없다. 조각난 자유는 자유가 아니다. 너는 모든 자유를 얻을 수 있는 가능성에, 모든 것으로부터 자유롭고자 하는 가능성에 절망하고 있다. 아니면 심지어 이것을 바라는 것조차 광기라고 생각하는가? 그렇다면 환상을 떨쳐버리고, '도달할 수 없는 것' 보다 나은것에 고통을 쏟으며 살으라.
 — Max Stirner. The Ego and its Own. p. 145
특정한 자유(양심의 자유, 종교의 자유, 표현의 자유, 사유재산을 소유할 자유등)은 그것을 강제할 권력을 필요로 한다. 그 권력이 바로 국가다. 국가는 법과 경찰이라는 모습으로 그 질서를 강제하고, 그 질서를 방해하는 것은 범죄라 칭한다. 이러한 질서에서는 자유의 수호자인 국가에 복종하는 순종적인 시민만이 자유로운 인간이며, 거역하는 이는 무법자라는 역설이 탄생한다. 그리고 이런 위선적인 사고를 기반으로 하는 이데올로기가 바로 자유주의(liberalism)다. 그러나 만일 국가가 사라진다면, 자유주의자들이 말하는 자유 또한 사라질 것이다.
혁명과 반역은 결코 동의어로 간주되어서는 안된다. 전자는 국가와 사회의 기존 조건 안에서의 단순한 위치의 전복이며, 정치적이거나 사회적인 행위이다. 반면 후자는 그것의 불가피한 결과로서 환경의 변화를 초래하지만, 이는 그것을 위한 목적이 아닌 개인의 불만에서 시작하는 것이다. 이것은 단지 무장봉기가 아니라, 그것이 초래할 협약을 고려치 않는 개인의 반역이다. 혁명은 새로운 협약을 맺는 것을 목표로 하나, 반역은 우리를 더 이상 지배 받지 않을 길로 이끌며, 단지 우리 자신과 약속하게 만든다. 또한 더 이상 제도에 의존하도록 만들지도 않는다. 이것은 확립된 것과의 싸움이 아니다. 존재하는 것들이 지금은 번영할 지라도, 내가 그것으로부터 자신을 해방시키기만 한다면 그것은 스스로 붕괴되기 시작할 것이기 때문이다. 단지 내가 확립된 것에서 떠나는 것만으로도 그것은 쇠락하며 죽어갈 것이다. 이제 나의 목표는 단지 확립된 질서를 전복하는 것이 아니라 그것을 뛰어 넘는 것이다. 나의 목표와 행위는 정치적이거나 사회적인 것이 아니라 에고이스트적 행위이자 목적이다. 
 — Max Stirner. The Ego and its Own. pp. 420–421
부르주아는 국가의 은혜를 통하여  국가의 보호를 받는다. 그는 국가의 권력이 붕괴되면 모든 것을 잃을까봐 두려워할 것이다.

그러나 잃을 것이 없는 프롤레타리아는 어떨까? 그는 잃을 것이 없기에, “그 없는 것”에 대하여 국가의 보호를 받아야 할 필요가 없다. 반대로 국가의 보호를 받는 이들에게서 그 보호가 사라진다면, 그들은 이로써 무언가를 얻어낼 것이다.
그러므로 가지지 못한 이들은 국가를 가진 자를 보호하고 그들에게 특권을 부여하는 권력이며 자신들에게서는 고혈을 뽑아낼 뿐 아무것도 하지 않는 것으로 여길 것이다. 국가는 부르주아의 국가이며, 부르주아의 재산이다. 국가는 인간을 노동에 따라 보호하는 것이 아니라, 그의 복종(충성)에 따라, 국가가 그에게 하달한 권리가 국가의 법에 알맞게 집행되었는가에 따라 그를 보호한다.
부르주아 체제하에서 노동자들은 언제나 국가의 영역(국가의 영역 안에서 소유할 수 있는 모든 것은 국가에 속하며, 개인이 가진 것은 봉토일 뿐이다.), 특히 돈과 땅에 대한 처분권이 있는 소유주, 즉 자본가들의 손에 떨어진다. 노동자들은 그들의 노동이 소비자에게 갖는 가치의 범위까지 도달하는 것을 실현할 수 없다. 노동이 착취되고, 자본가들은 이로부터 가장 큰 이익을 얻는다. 좋은 급료를 받는 이들은 오직 국가의 지배와 화려함을 드높이며, 국가의 종으로서 봉사하는 노동일뿐이다. 국가는 그들의 “선량한 시민”인 소유주들이 위험에 빠지지 않고 낮은 급료를 지불할 수 있도록 보장한다. 국가는“선량한 시민”을 보호하기 위해 좋은 급료로서 “경찰”(헌병에서부터 사법 기관과 교육체계 등의 모든 종류의 공무직, 이를테면 "국가라는 기계" 그 전체)이라는 권력의 종들을 확보하고, 그“선량한 시민”들은 노동자들을 더욱 착취하기 위해 기꺼이 더욱 많은 세금을 지불한다.
그러나 노동계급은 본질적으로 보호받지 못하기 때문에, 이 국가에 적대적인 힘으로 남게 된다. 소유주의 국가, 이 “시민 왕”은 그의 원칙에서 노동을 그 자체의 가치로 보지 않는다. 이것은 착취되고, 소유주라는 적의 전리품에 불과하다.
노동자들은 가장 강력한 힘을 그들 손아귀에 쥐고 있다. 만일 그들이 의식적으로 이것을 한번 사용 한다면, 무엇도 이에 대적하지 못할 것이다. 이것은 단지 그들이 노동을 멈추고서 그들 노동의 생산물을 자신의 것으로 여기며 향유하는 것이다. 이것은 그들이 세상 도처에 존재함을 보여주는 노동쟁의이다. 국가는 노동의 노예제에 기초해 있다. 만일 노동이 해방된다면, 국가는 소멸하리라. 
 — Max Stirner. The Ego and its Own. p. 105
노동자들이 노동의 힘을 주체적으로 소유한다면 자본주의는 붕괴할 것이다.

### 헤겔의 가능한 영향
카를 뢰비트나 로렌스 스테폴로비치와 같은 학자는 헤겔은 유일자와 그 소유에 강한 영향을 끼쳤다고 주장한다. 스테플로비치는 유일자와 그 소유는 분명히 전반적으로 비헤겔주의적일 뿐만 아니라 헤겔의 세계와 자아에 대한 결론에 대한 적의가 가득하지만, 이것이 헤겔이 헤겔에 그에게 영향을 주지 않았다는 의미는 아니라고 한다.
헤겔과 슈티르너가 이어지는 주요 시점은 정신현상학에서 절대지로 향햐는 현상학적 통로가 끝나는 지점에서 발견된다.  슈티르너의 작품은 질문에 대한 답변의 형태를 취할 때 가장 명확히 이해된다. 무엇이 일련의 가짜 지식을 지나 절대지에 도달하도록 의식을 일깨우는가?
 — Lawrence Stepelevich, "Max Stirner as Hegelian", Journal of the History of Ideas, v.15, pp. 597–614 (1985).
헤겔을 넘어서고 그에 맞서기위해 진정한 변증법적 방식으로 헤겔의 프로젝트를 이어갔으며, 스테폴로비치는 슈티르너의 이러한 노력으로 헤겔의 프로젝트가 완성되었다고 주장했다. 스테플로비치는 헤겔의 현상학의 의도를 요약한 장 이폴리트를 인용하며 결론 지었다. "세계의 역사는 완료되었고, 이제 필요한 것은 특정한 개인이 그 자신을 재발견 하는 것이다."
유일자로서 슈티르너는 자신을 특정한 개인에 놓았고,  이후 헤겔주의자로서 자기의식과 그의 결정인 대상과의 유희를 통한 이론적 재발견에 의한 유용한 결론을 제시한다.  "우상은 오직 나를 통해서만 존재한다. 내가 오직 그들이 재생산되는 것을 중단하는 것만으로도 그들은 더 이상 존재하지 않게 된다. '신성한 권력'은 내가 자신을 억누르고 그것을 찬양할때만이 존재한다. 세계와 나의 교류는 나의 향유로서 구성되며, 나는 이를 자기향유를 위해 소비한다." (Ego, 319)
 — Lawrence Stepelevich, "Max Stirner as Hegelian"
더글라스 모가치, 위드카인드 디 리더(Widukind De Ridder)같은 학자는 슈티르너는 분명히 동시대인인 포이어바흐나 바우노처럼 헤겔의 제자였지만, 이러한 사실이 그를 헤겔주의자로 만드는 것은 아니라고 주장한다. 다른 헤겔주의자와는 반대로, 헤겔의 내재적 비판과 계몽주의의 모든 시도를 경멸했고, 포이어바흐와 바우노의 해방의 주장도 거부했다. 합리성의 체현이 불완전하게 내제하고 있다는 헤겔과는 달리, 슈티르너는 이를 변환해야 하는 것이 아닌 단지 하나의 대상으로서 그대로 남겼으며 오로지 유일자의 향유이자 소모물일 뿐이었다. 모가치에 의하면 슈티르너는 헤겔을 넘어간 것이아니라. 그 자체의 철학을 남겼다.
슈티르너는 인간 자아의 개념화를 거부하고, 모든 종류의 합리성 혹은 보편적 기준이 결여된 것으로서 제시했다. 자아는 더욱이 행동의 영역에서 '구체화 되지 않는 나'로 간주되었다. '나'는 실현해야될 어떠한 본질을 가진 것이 아니며 삶은 자기해소의 과정인 것이다. 인본주의자인 헤겔학파가 주체성에 보편적이고 윤리적인 임무를 부여한 것과 달리 슈티르너는 유일자를 개념화할 수 있는 모든 시도에서 거리를 두었다 : ‘유일자의 개념에 대한 더이상의 발전은 있을 수 없다. 어떠한 철학 체계도 이로부터 무언가를 만들어 내거나, 끄집어 내거나 생각할 수 없을것이다. 차라리 이것은 개념으로서의 발전 자체를 중단했다.
 — Douglas Moggach & Widukind De Ridder, "Hegelianism in Restoration Prussia,1841–1848: Freedom, Humanism and ‘Anti-Humanism’ in Young Hegelian Thought.", In: 'Hegel's Thought in Europe: Currents, Crosscurrents and Undercurrents', ed. Lisa Herzog (pp. 71-92). Basingstoke and New York: Palgrave Macmillan, 2013, p. 75

## 저작

### 우리 교육의 잘못된 원칙
1842년 Das unwahre Prinzip unserer Erziehung (우리교육의 잘못된 원칙) 맑스가 편집을 맡았던 라인 신문을 통해 출간되었다. 글은 오토 프리드리히 테오도르 하인시우스(Otto Friedrich Theodor Heinsius)의 인본주의 vs. 현실주의(Humanism vs. Realism)라는 논문에 반박하기 위해 작성되었다. 슈티르너는 교육은 적통적인 인본주의적 방법이든 실용적인 현실주의적 방법이든 여전히 진정한 가치가 결여되어 있다고 설명한다. 그렇기에 교육이란 개인의 고유성을 보존하고 자아를 실현할 수 있는 것을 목표로 삼아야 한다고 주장했다.

### 예술과 종교
Kunst und Religion (예술과 종교)역시 라인 신문을 통하여 1846년 6월 14에 출간되었다. 이것은 브루노 바우어와 그의 헤겔에 대한 비판글인 '헤겔의 종교적 교리와 신앙의 관점에서 예술 판단'을 다루었다. 바우어는 헤겔의 종교와 예술에 대한 관계를 뒤집으면서 예술은 통용되는 확정성과 명쾌함 그리고 보편 윤리에 뿌리를 두고 있기 때문에 종교보다 철학에 더욱 가깝다고 주장한다. 그러나 슈티르너는 헤겔과 바우노의 비판을 넘어서 예술은 오히러 종교에 대한 대상을 만들어 내기에 슈티르너가 철학이라고 간주하는 것이 - 헤겔 바우노와는 달리 - 될 수 없었다.
[철학]은 종교처럼 대상에 반대하는 것도, 예술처럼 그것을 만드는 것도 아니다. 오히러 이는 대상과 대상이 만들어지는 행위가 자유의 공기로 호홉 하도록 분쇄를 하는 것이다. 철학의 정신인 이성은 순전히 그 자신과 연관되며 문제는 대상없이 스스로 끝나게 된다.
 — Max Stirner, 'Kunst und Religion, p. 110.
슈티르너는 철학은 종교처럼 대상을 귀찮게 하지도, 예술처럼 대상을 만들어 내지도 않다는 하며 신중히 변증법적 삼인조(예술-종교-철학)에서 철학을 빼내 왔다. 사실 슈티르너와 관련해서 철학이란 예술과 철학에 모두 무심한 것이었다. 이로서 슈티르너는 바우노의 종교 비판을 무시하고 그것을 급진화하였다.

### 유일자와 그 소유
슈티르너의 주저 유일자와 그 소유(독:Der Einzige und sein Eigenthum, 영:The Ego and Its Own)은 1844년 10월 라이프치히에서 출간되었다. "유일자와 그 소유"에서 슈티르너는 반권위주의적이고 개인주의적 관점에서 프러시아 사회와 근대 서구 문명을 맹렬히 비판했다. 그는 인간의 존재를 언어와 현실을 넘어선 '창조하는 무'로서 여기는 접근 방식을 제공했다.
이책은 모든 종교와 이데올로기들이 공허한 개념에 기초해 있다고 주장한다. 뿐만 아니라 개인을 넘어서 권위를 주장하는 사회 기관, 국가, 사법기관, 교회, 대학같은 교육체계까지 이와 같은 개념에 기초하여 있다고 주장한다.
슈티르너의 논의는 주로 동시대 인들을 향해 비판의 한계를 확장했다. 특히 포이어바흐, 종교, 자유주의, 인본주의(포이어바흐의 '인간은 인간에게 있어 최고의 존재다'라는 주장을 신이라 불렸던 것의 위치에 인간을 대입한 것에 지나지 않으며, 이 구조는 여전히 종교적이라고 비판하며), 민족주의,국가주의, 자본주의, 사회주의, 공산주의까지 당시 사상의 전 영역을 공격했다.
정신의 시대에 사상들은 그들을 만들어낸 나의 머리위로 높이 솟아올아, 고열로 인한 환각처럼 주위를 맴돌며 전율케 하는 무서운 힘을 얻게 되었다. 한낱 사상에 지나지 않던 유령은 이제 그 자신의 육신을 지니게 되어 신, 황제, 교황, 조국이 되었다. 만일 내가 그들의 육체를 파괴하고 나의 것을 돌려 받아 "나만이 육신을 지닌 자이다"이라 말할 수 있다면, 나는 이제 세계를 나로서, 나의 것으로서, 나의 소유로서, 모든것이 나에게 속하는 것으로서 얻게 되리라.
 — Max Stirner, 'The Ego and Its Own, p 15.

### 슈티르너의 비평가들
슈티르너의 비평가들(Stirner's Critics)은 1845년 9월 위겐즈 피어텔야르스쉬리프트(Wigands Vierteljahrsschrift)를 통해 출간되었다. 그의 저서에 비판한 3인의 글들, 포이어바흐의 '기독교의 본질', M. 헤스의 '최후의 철학자들', 셀리가의 'M. 슈티르너 유일자와 그 소유'에 비판하기 위한 것이였는데 여기서 슈티르너는 그 자신을 3인칭화 해서 설명한다.

### 철학적 반동
철학적 반동' (The Philosophical Reactionaries)은 1847년 오토 비간트가 편집하는 저널인 Die Epigonen를 통해 라이프치히에서 발간되었다. 그 시점에서 비간트는 이미 유일자와 그의 소유를 발간했고, 슈티르너가 번역한 아담 스미스와 장 바스티세의 저작들까지 출간이 완료된 상태였다. 제목이 표시해 주듯이 철학적 반동은 쿠노 피셔(Kuno Fischer, 1824–1907)의 Die Moderne Sophisten(1847)에 반박하기 위한 것이었다. 이글은 G. Edward 라고 서명되어 있었는데 이때문에 존 헨리 맥케이가 조심스럽게 이를 슈티르너의 컬렉션에 포함할때까지 저작자에 대한 분쟁이 있었다. 이글은 2011에서야 영어로 번역 되었으며, 서문에서는 다음과 같이 설명한다.
맥케이는 이 글이 슈티르너가 피셔의 유일자 비판을 반박하는 것으로 간주하고  G. Edward와 슈티르너를 동일인으로 식별했다. 글은  ‘Ein Apologet der Sophistik und “ein Philosophischer Reactionäre” 제목과 Die Philosophischen Reactionäre라는 제목으로도 출간되었다. 더욱이 이상한 것은 비간트가 인적 사항을 거짓으로 기입했던 Edward의 글을 연이어 출간 했던 것이다. 그리고 맥케이가 주장했듯이 슈티르너가 이에 대해 부정한 적은없다. 그러나 이는 여전히 시시한 근거가 슈티르너를 작가로서 인식 되게 할만큼 적당한가라는 문제를 남긴다. 이러한 정황증거들로 인하여 몇몇의 학자들이 Die Philosophischen Reactionäre의 내용과 스타일을 기반으로 의심을 제기하게 된다. 그러나 확실이 집고 넘어가야할 것은 이것은 유일자가 작성되고 3년 뒤, 청년헤겔학파가 시들어버리고난 뒤에 쓰여졌다는 것이다.
 — Max Stirner "The Philosophical Reactionaries: 'The Modern Sophists' by Kuno Fischer", Newman, Saul (ed.), Max Stirner (Critical Explorations in Contemporary Political Thought), Basingstoke and New York: Palgrave Macmillan, p. 90 (2011).
글의 대부분은 피셔의 궤변의 정의에 대해 다뤄지고 있다. 많은 재치와 함께, 피셔의 궤변 비판이 가진 자기 모순의 본질이 드러나게 된다. 피셔는 철학과 궤변사이의 날카로운 구분을 만들었고, 동시에 궤변을 "철학의 거울상"으로 간주하였다. 소피스트들은 "철학의 공기"에서 호흡하며 "변증법적으로 형식적인 유창함을 이끌어낸다.". 슈티르너의 대답이 눈에 띈다.
당신들 철학자들은 자신의 무기로 해를 입는다는 것을 알지 못하는가? 당신이 단지 변증법적으로 상정한 것을 내가 변증법적으로 사라지게 한다면, 당신의 상식은 무엇이라 답할것인가. 당신은 나를 모든 것을 무로서, 무를 유로서, 흑을 백으로서, 백을 흑으로서 만드는데 유창한 이라고 묘사한다. 내가 당신의 순수한 예술을 돌려 보낼때 당신은 나에 대해 무엇을 할것인가?
 — Max Stirner, "The Philosophical Reactionaries: 'The Modern Sophists' by Kuno Fischer", Newman, Saul (ed.), Max Stirner (Critical Explorations in Contemporary Political Thought), Basingstoke and New York: Palgrave Macmillan, p. 99 (2011).
다시 유일자로 돌아가 슈티르너는 주장한다.
슈티르너는 스스로 그에 책에 대하여, 어느정도는 그가 바라는 것에 대하여 서투른 표현을 했다고 묘사했다. 이것은 인생 최고의 순간에서의 고된 작업이었지만, 그럼에도 불구하고 그는 이것을 부분적으로 서툴다고 불렀다. 그는 철학자들에 의해 파괴되고, 국가와 종교, 신자들에 의해 학대되었어며, 관념이 자행하는 혼돈으로부터 폐허가 되어버린 언어와 사투를 벌여야 했다.
 — Max Stirner, "The Philosophical Reactionaries: 'The Modern Sophists' by Kuno Fischer", Newman, Saul (ed.), Max Stirner (Critical Explorations in Contemporary Political Thought), Basingstoke and New York: Palgrave Macmillan, p. 104 (2011).

### 반동의 역사
반동의 역사는 1851년 얼마뒤 오스트리아에서 금지 되는 Allgemeine Deutsche Verlags-Anstalt에서 2부분으로 나눠 출간되었다.이것은 최근에 벌어근 1848년 독일 혁명에 대한 글이었고, 주로 슈티르너가 수집하여 번역한 글들의 컬렉션이었다. 서문과 몇몇 부분은 슈티르너가 직접 작성한 글이였는데 에드먼드 버크와 오귀스트 콩트를 혁명에 반하는 두 인물로서 인용한다.

## 비평
슈티르너의 저작은 그의 동시대 인들에게선 크게 주목받지 못했다. 슈티르너는 포이어바흐의 인본주의를 중심으로한 이데올로기를 비판하면서 그를 논쟁으로 끌어 들였다. 모스헤스(그시절에 맑스와 가까웠던) 그리고 셀리가( 바우노의 지지자였던 Franz Zychlin von Zychlinski의 필명)또한 슈티르너에 응답하였다. 슈티르너는 이에 '슈티르너의 비평가들(stirner's critics, 1845년 9월)'로서 답변한다. 이는 책의 몇가지 요점을 독자들에게 명확히 설명하고자하는 목적이 강했는데 특히 포이어바흐와 관련하여 그러한 설명이 강조 되었다.

## 동시대인의 코멘트
슈티르너의 저서가 쓰여진뒤 20년 후 작가 프리드리히 랑게는 다음과 같은 글을 썼다.:
슈티르너는 그의 악명높은 글, '유일자와 그 소유'에서 모든 도덕 관념을 부정하기까지 했다. 모든 것이 어떤 방식으로든 간에 부정되었다. 외부적 힘, 믿은 혹은 단지 관념 마져도 사람의 위에서 그의 변덕을 억누르는 것으로 간주 되었다. 슈티르너의 부정이란 그의 증오의 한계와 같은 것이었다. 긍정적인 두번째 부분이 추가 되지 못한 얼마나 가련한 책인가. 그랬다면 이것은 셸링의 철학의 경우보단 쉬웠을 겄이다. 제약 없는 자아를 해방해서 모든 종류의 이상주의를 나의 의지와 나의 이상으로서 계속해서 낳을 수 있었을 것이다. 슈티르너는 의지에 너무나 많은 고통을 주었을 뿐만 아니라, 이것을 인간 본성적 힘의 원천 이듯이 그려냈다. 이것은 우리에게 쇼펜하우어를 떠올리게 한다.
 — History of Materialism, ii. 256 (1865)
어떤 이들은 책의 두번째 부분이 슈티르너가 아닌 프리드리히 니체에 의하여 곧 추가될 것이라고 믿었다.프리드리히 니체와 막스 슈티르너의 관계는 이로서 더욱 복잡하게 될것이라 여겨졌다. 조지 j. 스탁( George J. Stack)의 Lange and Nietzsche에 따르면 니체는 랑게의 History of Materialism을 계속해서 여러번 읽었고 때문에 슈티르너에게 관해 익숙했을 것이라고 한다.

## 영향
유일자는 성공적인 반응을 얻고 당대의 유명한 철학자들의 반응을 이끌었지만, 곧 절판되고 그는 죽을때까지 서서히 잊혀져가는 인물이었다. 슈티르너는 헤겔좌파에 파멸적인 영향을 끼치지만 그의 철학은 맑스에게 중요한 영향을 끼쳤고, 그의 철학은 '유럽 개인주의적 아나키즘'의 기초를 정립한 것으로 평가 된다. 에드문트 후설 한번 소규모 청중들에게 유일자의 '매혹적인 힘'에 대하여 언급했다. 미술 평론가이자 슈티르너주의자인 하버트 리드는 그의 저서는 유럽 문명이 최초로 등장한 이래 모래 주머니안에 갇혀 남아있다고 언급했다.
루돌프 슈타이너, 구스타프 란다우어, 빅토르 세르주, 위르겐 하버마스 같은 많은 사상가 들이 젊은 시절에 유일자를 읽고 감동을 했다. 몇몇은 공개적으로 그들의 사상에 대한 영향을 밝혔다 에른스트 윙어'의 저서 en:Eumeswil,에선 Anarch가 슈티르너의 유일자에 기초하여 묘사된다.카뮈의 저서 반항하는 인간(The rebel)에서도 유일자에 대한 묘사가 등장한다. 이외에 영향을 받은 인물들로는 대표적으로 벤자민 터커, 제임스 후네커,
도라 마즈던, 렌조 노바토레, 엠마 골드먼, 게오르그 브란데스, 존 쿠퍼 포이스, 마르틴 부버 , Sidney Hook, 로버트 앤턴 윌슨, 호스트 마타이 크엘러, 엔리코 아리고니, 마르셀 뒤샹, 라울 바네겜을 포함한 몇몇의 상황주의 작가들 그리고 막스 에른스트. 또한 유일자와 오스카 와일드의 사회주의 아래서의 인간의 영혼에서 유사성이 관측 되는데, 몇몇의 역사가들은 그게 유일자에 익숙했을 가능성을 제시했다.
1844년 유일자가 출간된 이래 책은 정치적 학술적 관심에 의해 간헐적으로 인기를 얻어 부활하곤 했다. 오늘날 그의 많은 아이디어들은 포스트-레프트 아나키즘의 이데올로기 비판과 타협하지 않는 개인주의라는 측면에서 나타난다. 그는 여러 고정된 관념 예를 들면 성 역할 등을 유령으로 간주해 그 권위를 부정한 것에서 개인주의적 여성주의의 선구자로 간주 되기도 한다. 또한 그의 아이디어는 포스트-아나키즘의 중요한 이론가인 사울 뉴먼에 의해 많은 동감을 얻으며 보편적으로 받아 들여지게 된다.

### 맑스와 엥겔스

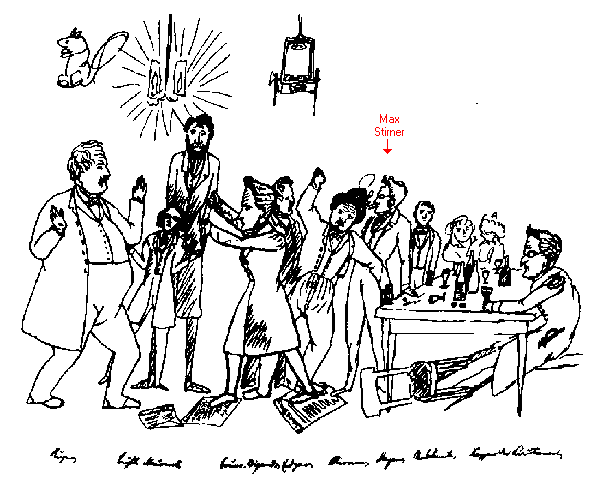
프리드리히 엥겔스에 의해 그려진 프라이엔의 모임을 묘사한 그림

엥겔스는 프라이엔에서의 슈티르너의 모습을 시로 묘사했다.

슈티르너를 보라, 그를 보라, 모든 억압의 조용한 적.

그 순간, 그는 여전히 맥주를 들이키지만,

머지않아 피를 물처럼 마시게 될 것이다.

모두가 사납게 "왕을 타도하라" 외칠때

슈티르너는 즉시 "법 또한 타도하라" 답한다. 

슈티르너 존엄히 선포 하니

네가 자신을 굽히고 감히 자유롭다 칭할 때

너는 곧 노예제에 익숙해지리니

교조주의를 타도하고, 법마저 타도하라.

그는 슈티르너를 좋은 친구라고 부르곤 했다. 1844년 11월 엥겔스는 맑스에게 편지를 썻다. 그는 쾰른에서 모세 헤스와의 방문을 보고하고 이것은 그에게서 막스 슈티르너의 새책인 유일자를 얻기 위한 것이었다고 전했다. 맑스에게 보내는 편지에서 엥겔스는 맑스에게 유일자 사본을 보내줄 것을 약속하며 슈티르너는 "분명히 자유인들중 가장 재능있고, 독창이며, 근면한 이" 라고 표현하며 그의 글은 주목할 만한 가치가 있다고 말한다. 책에 대한 열정을 가지고 엥겔스는 맑스에게 보내는 편지에서 그의 생각을 자유로이 표현했다.:
그러나 무엇이 진실이느냐 하는 그의 원칙에 대해선, 우리 역시도 반드시 받아 들여야 하는 사실이네. 어떠한 이유에 따라 행동하기 이전에 우리는 반드시 우리 스스로의 에고이스트적인 이유를 만들어내야 하네, 이러한 의미에서 어떠한 물질적 기대는 치워 버리고 우리 공산주의자들은 에고이즘의 미덕으로서 단지 개인이 아닌 인간이길 원하네
나중에 맑스와 엥겔스는 슈티르너의 저작에 대한 주요한 비판을 작성한다. 독일이데올로기의 2/3가량의 슈티르너를 비판하는데 할애한 성 막스라는 장인데, 이는 슈티르너의 전체 저작의 양을 초과하는 분량이었다. 이사야 벌린이 묘사했듯이 500페이지가 넘어가는 분량이 슈티르너를 조롱하기 위해 할애되어 있었다. 책은 1845-1846년 사이 작성되었지만 1932년이 될때까지 출간되지 않았다. 슈티르너를 향한 맑스의 길고 사나운 논쟁은, 맑스가 관념론에서 유물론으로 옮겨가는 계기가 되었다고 간주된다. 맑스는 공산주의와 슈티르너의 도덕적 니힐리즘을 화해 시키기 위한 방법으로서 결과적으로 변증법적 유물론을 제안하게 된다.

### 슈티르너와 포스트-구조주의
영향력있는 포스트 구조주의 사상가인 쟈크 데리다는 그의 글 '마르크스의 유령들'에서 맑스와 슈티르너의 관계에 대하여 다루었고 슈티르너의 개념인 망령(specters)과 유령(spooks) 등을 분석했다. 포스트구조주의의 또다른 주요한 사상가인 질 들뢰즈는 그의 저서인 '감각의 논리'에서 슈티르너를 언급했다. 사울 뉴먼은 슈티르너는 최초의 포스트 아나키스트라 칭했다. 한편으론 푸코, 라캉, 들뢰즈 그리고 데리다 등을 앞질렀으며 한편으론 그들에겐 불가능했던 비본질주의적 측면에서의 자본주의 사회를 비판했다는 점에서 그들을 이미 초월했다고 말한다. 이것은 특히 슈티르너가 자아는 '창조적 무'다 라고 하며 이데올로기의 얽매임을 거부하고, 언어로 표현할 수 없는 것이라고 한 점에서 드러난다고 주장한다.

### 니체에 대한 연관의 가능성
슈티르너와 니체의 사상은 많은 면에서 비교되며, 많은 작가들이 그들의 명백히 유사한 사상에 대하여 토론하고, 몇몇은 그들의 영향 관계에 대한 의문을 제기한다. 독일에서 니체가 잘 알려지기 시작한 초기에 주로 결부되는 사상가는, 슈타르너가 아닌 쇼펜하우어였다. 그러나 니체가 잘 알고 지내던 사이인 랑게의 'History of Materialism'과 하르트만의 Philosophy of the Unconscious에 의하면 니체가 유일자를 읽었다는 정황은 확실하다. 그러나 니체의 글 어디에서도 슈티르너에 대한 이야기가 직접적으로 언급하지 않는다. 2002년 발견된 전기에서 밝혀진 바에 따르면 니체가 랑게와 하르트만을 만나기 이전인 1865년 10월에, 1840년대 슈티르너의 친구였던 Eduard Mushacke를 만남으로써, 슈티르너의 저작을 이미 읽었을 가능성이 제기됐다.
그래서 광범하게 퍼진 니체의 저작들이 사실은, 슈티르너에게 이론적인 빚을 지지 않았냐는 의문이 지속적으로 제기됐다. 그래서 1891년 초의 하르트만은 니체가 슈티르너를 표절했다고 주장하기까지 했다. 세기의 전환점에서 니체가 슈티르너에게 영향을 받았다는 이야기는 광범하게 퍼지면서 정설로 자리 잡았다. 적어도 독일에서는 다음과 같은 기록이 관측되었다. " 현대 독일에서의 슈티르너의 영향력 놀라울 정도로 추정되며, 일반적으로 니체와 동일선상에 놓여진다. 두 사상가는 본질적으로 같은 철학의 주창자로 간주된다."
니체가 슈티르너에거서 영향 미친 여부는 당초부터 큰 논쟁으로 분류되기도 했으나 곧 심각한 문제를 지적 받는다. 20세기 중엽에 슈티르너가 니체에게 준 영향에 대한 언급은 무조건 기각 되거나, 무응답이라 간주했다.
그러나 니체가 슈티르너에게 영향을 받았는지에 대한 주장은 이 두 사람의 글쓰기가 유사성을 필두로 지속적으로 제기됐다. 어쨋든 슈티르너가 니체에게 영향을 줬냐는 여부의 중대한 문제는 니체가 읽었는가에 한정되지 않는다.
abissonichilista라는 아나키스트는 슈티르너와 니체의 차이를 다음과 같이 묘사한다.
| “ | 유일자는 초인이 아니며, 인간을 초월한 무언가도 아니다. 유일자는 그 자신의 삶과 사상과 행동을 소유한 실천적 에고이스트다. 인간에겐 갈구해야 할 외부적 목표가 없으며, 그 외부의 중대한 의미도 존재하지 않는다. 목적과 의미는 사람에 의해 지속적으로 만들어지고, 파괴되고, 재창조되고, 무시된다. 니체는 신의 죽음과 삶의 본질적인 의미의 부족에 의해 괴롭힘을 받았다. 그는 이를 새로운 존재와 새로운 도덕성으로서 재창조하길 원했다. 슈티르너에게 있어서 신은 죽지 않았으며, 인간성(Humanity)이라는 이름으로 부활했을 뿐이다. 인류(Humanity)는 근대성의 최고의 존재다. 슈티르너는 문화와 사회기관에 의한 의미와 목표의 부과에 반대한다. 개인은 자신의 삶에서 중요한 것을 스스로 결정할 수 있다. 그들은 자신에게 의미 있는 것을 발견하여 전유하고 소비할 수 있다. 자기해방은 미리 조립된 의미를 발견하거나, 초인이 그것을 제공하기를 기다리는 것이 아니다. 완전함과 개선은 해방의 척도가 아니며, 이 또한 사람들이 어떻게 살아야 하고 생각해야 하고, 행동해야 하는지에 대한 외부의 이미지일 뿐이다. 소유(Ownness)는 그 자신이 살기 위해 어떤 이미지를 사용할 것인지에 대한 결정의 행위이자 특질이다. 변증법적 에고이즘은 외부에서 비롯된 가치의 척도와 의미와 목적 없이 살아가기 위한 철학이다. 이것은 엄격함이 온화함 보다, 의무가 선택 보다, 필요가 자유 보다, 완전함이 불완전함 보다 낫다는 개념에 도전한다. 슈티르너는 새로운 도덕성, 새로운 영적 이상이나 새롭고 향상된 인간 집단성을 추구하지 않았다. 그는 인간을 경멸하지 않았으며, 사회 제도와 국가 그리고 사람에게 명령을 내리는 "마음의 지배"를 경멸했다. 슈티르너는 모든 숭고함과 신비로운 본질을 부정했다. 유일자와 그 소유에서 인간성은 "유령(spook)"이다 초인 또한 유령이다. | ” |

### 루돌프 슈타이너
루돌프 슈타이너가 1900년 신학자로 변모하기 이전 그의 개인주의적 아나키즘의 방향은 슈티르너의 자아에 대한 것과 강한 유사성을 지니고 있으며 그의 철학적 기반에 영향을 주었다

### 아나키즘
슈티르너의 철학은 근대 아나키즘 특히 개인주의적 아나키즘과, 에고이스트적 아나키즘의 발전에 중대한 영향을 끼쳤다. 그의 아나키즘은 개인주의적 아나키즘이지만 사회적 아나키스트인 엠마 골드만 그리고 페데리카 몬세니를 비롯한 많은 사회적 아나키스트들에게도 영감을 주었다. 유럽 개인주의적 아나키즘에서 그는 이후 나타난 지지자들인 에밀 아망드, 한 라이너, 렌조 노바토레, 존 헨리 맥케이, 미구엘 기메네즈 이구알라다, 그리고 레프 초르니 같은 이들에게 강한 영향을 주었다.
미국 개인주의적 아나키즘에서 그는 벤자민 터커와 그의 매거진 리버티에서 자주 논해 졌었다. 터는 슈티르너에게 영향을 받아 자연권을 버리고 에고이즘으로 대체하게 된다. 리버티의 몇몇의 글들은 분명히 에고에즘의 경향이 나타났다.
영국에선 하버트 리드가 슈티르너에게 강하게 영향을 받았으며 그는 에고이즘을 일종의 실존주의로 묘사했다. 이후 1960년대 다니엘 게렝의 '아나키즘: 이론에서 실천까지'에서 게랭은 슈티르너를 헤겔주의의 반개인주의가 사상계를 지배하던 시절에 개별성을 보호한 인물로 평가 했다 1970년대 미국에선 상황주의자들의 집단인 'for ourselves에서 '탐욕할 권리:모든 것을 요구하는 것의 실질적인 필요성에 대한 논문' 을 썼는데 그들은 슈티르너에게 강하게 영향을 받아 에고이즘적 공산주의를(egoist-communism, 혹은 communist-egoism) 주장하게 된다.
이후 미국에서 슈티르너의 이데올로기 비판에 영향을 받아 포스트-레프트 아나키즘이 등장한다. 제이슨 멕퀸은 이렇게 말했다. "언제나 내가 이데올로기를 비판할 때 이는 막스 슈티르너의 회의주의적이고 개인주의적인 관점에 뿌리를 둔다" 그리고 밥 블랙과 '페럴 폰/울피 랜드스트라이커' 같은 이들역시 슈티르너의 에고이즘에 강한 영향을 받았다. 포스트-구조주의와, 아나키즘의 혼합물인 포스트 아나키즘 이론가인 사울 뉴먼역시 슈티르너에게 강하게 영향을 받았고 슈티르너의 철학과 포스트 구조주의에 대한 글을 썼다. 반역 아나키즘 역시 슈티르너에게서 강하게 영향을 받았다. 반역 아나키즘 이론가인 울피 랜드스트라이커와 알프레도 보나노역시 슈티르너에게 크게 영향을 받았으며, 보나노는 슈티르너와 관련해 Max Stirner 그리고 "Max Stirner und der Anarchismus" 같은 글을 쓰기도 했다.

### 자유연애, 동성애, 그리고 여성주의
| “ | 만일 슈티르너가 말했다면: 너는 살아있는 본질이나 동물 이상이다. 이것은 너는 여전히 동물이라는 것이지만, 그 동물성은 네가 누구인지 완전히 표현하지 못한다는 것을 의미한다. 이와 같은 방식으로 그는 말한다: "너는 인간 이상의 존재지만, 또한 인간이기도 하다. 너는 남성 이상의 존재지만, 또한 남성이기도 하다. 그러나 그 인간성과 남성성은 너를 완전히 표현하지 못한다. 그러니 너는 너를 '진정한 인간성'이나 '진정한 남성성'으로 묶어두고자 하는 모든 것들에 무관심할 수 있다. 그러나 너는 이로 인해 언제나 고문을 당할 수 있으며 이러한 가식적인 의무로서 너 자신을 괴롭혀왔다. 여전히 오늘날에도 거룩한 인민은 너를 그들과 함께 묶어두고자 한다." | ” |
|   | — 막스 슈티르너, Stirner’s Critics(1845) |   |

독일 슈티르너주의자이자 양성애자였던 아돌프 브랜드는 1896년 동성애에 관련된 간행물인 en:Der Eigene(유일자)을 간행하게 되는데, 이는 세계 최초의 동성애 관련 출판물 이였으며 1931년까지 간행되었다. 간행물의 이름은 슈티르너의 저서인 '유일자와 그 소유에서'비롯된 것이었다. 또 다른 초기 성소수자 운동가로는 슈티르너의 전기 작가이자 게이였던 존 헨리 맥케이가 있다. 슈티르너에게 영향을 받는 여성주의자는 대표적으로 en:The Freewoman과 en:The New Freewoman을 편집했던 도라 마즈던과 엠마 골드만 같은 이들이 있었다. 슈티르너는 또한 자유 연애와 폴리아모리의 전파자인 에밀 아망드에게도 커다란 영향을 주었다.

## 같이 보기
- 앙리 아르봉
- 자유로운 사람들

## 노트
1. ↑  Welsh, John F. (2010). 《Max Stirner's Dialectical Egoism》. Lexington Books.
2. ↑  Beiser, Frederick C. Weltschmerz: Pessimism in German Philosophy, 1860–1900, Oxford: Oxford University Press, 2016, p. 233.
3. ↑  Break-out from the Crystal Palace: The anarcho-psychological critique: Stirner, Nietzsche, Dostoevsky. London: Routledge & Kegan Paul. 1974.
4. ↑  Bernd A. Laska. Otto Gross zwischen Max Stirner und Wilhelm Reich 보관됨 4 3월 2016 - 웨이백 머신, In: Raimund Dehmlow and Gottfried Heuer, eds.: 3. Internationaler Otto-Gross-Kongress, Ludwig-Maximilians-Universität, München. Marburg, 2003, pp. 125–162, ISBN 3-936134-06-5 LiteraturWissenschaft.de .
5. ↑  Raoul Vaneigem. The Revolution of Everyday Life 보관됨 16 5월 2020 - 웨이백 머신.
6. ↑  Wolfi Landstreicher. The Unique and Its Property 보관됨 25 6월 2020 - 웨이백 머신
7. ↑  Iwan Bloch. Der Marquis de Sade und seine Zeit 보관됨 13 4월 2021 - 웨이백 머신
8. ↑  Jason McQuinn. Clarifying the Unique and Its Self-Creation: An introduction to “Stirner’s Critics” and “The Philosophical Reactionaries” 보관됨 9 11월 2020(날짜 불일치) - 웨이백 머신
9. ↑  The Encyclopedia of Philosophy, volume 8, The Macmillan Company and The Free Press, New York 1967.
10. 1 2  Leopold, David (2006년 8월 4일). 〈Max Stirner〉.   Zalta, Edward N.; Nodelman, Uri. 《Stanford Encyclopedia of Philosophy》 (영어).
11. ↑  Goodway, David. Anarchist Seeds Beneath the Snow. Liverpool University Press, 2006, p. 99.
12. 1 2 3  John Henry Mackay: Max Stirner – Sein Leben und sein Werk 보관됨 2016-11-09 - 웨이백 머신 p. 28
13. ↑  The Encyclopedia of Philosophy, volume 8, The Macmillan Company and The Free Press, New York 1967.
14. ↑  Stepelevich, Lawrence (Oct–Dec 1985). “Max Stirner as Hegelian”. 《Journal of the History of Ideas  - JSTOR 경유 (구독 필요)》 46 (4): 602.
15. ↑  Marshall, Peter (1992). 《Demanding the Impossible》. Harper Collins. 221쪽. ISBN 0002178559.
16. ↑  https://theanarchistlibrary.org/library/mikhail-bakunin-the-reaction-in-germany
17. 1 2 3  Lawrence L Stepelevich, The revival of Max Stirner
18. ↑  Gide, Charles & Rist, Charles. A History of Economic Doctrines from the Time of the Physiocrats to the Present Day. Harrap 1956, p. 612
19. ↑  The Encyclopedia of Philosophy, volume 8, The Macmillan Company and The Free Press, New York 1967
20. ↑  Karl Marx, "On the Jewish Question" Deutsch-franzosische ]ahrbucher, ed. Arnold Ruge (Paris, 1 844), p. 197.
21. ↑  “보관된 사본”. 2018년 2월 5일에 원본 문서에서 보존된 문서. 2018년 1월 6일에 확인함.
22. ↑  울피 랜드스트라이커(Wolfi Landstreicher)의 2017년 번역본 보관됨 2018-02-05 - 웨이백 머신에서는 phantasm으로 번역되었다.
23. ↑  Heider, Ulrike. Anarchism: Left, Right and Green, San Francisco: City Lights Books, 1994, pp. 95–96
24. ↑  Stirner, Max. The Ego and Its Own, p. 248
25. ↑  Moggach, Douglas. The New Hegelians. Cambridge University Press, 2006 p. 194
26. ↑  Thomas, Paul (1985). 《Karl Marx and the Anarchists》. London: Routledge/Kegan Paul. 142쪽. ISBN 0-7102-0685-2.
27. 1 2  Nyberg, Svein Olav. “The union of egoists” (PDF). 《Non Serviam》 (Oslo, Norway: Svein Olav Nyberg) 1: 13–14. OCLC 47758413. 2010년 12월 7일에 원본 문서 (PDF)에서 보존된 문서. 2012년 9월 1일에 확인함.
28. ↑  https://theanarchistlibrary.org/library/max-stirner-stirner-s-critics
29. ↑  “보관된 사본”. 2018년 2월 5일에 원본 문서에서 보존된 문서. 2018년 1월 6일에 확인함.
30. ↑  https://theanarchistlibrary.org/library/max-stirner-the-ego-and-his-own The craving for a particular freedom always includes the purpose of a new dominion, as it was with the Revolution, which indeed “could give its defenders the uplifting feeling that they were fighting for freedom,” but in truth only because they were after a particular freedom, therefore a new dominion, the “dominion of the law.”  Freedom you all want, you want freedom. Why then do you haggle over a more or less? Freedom can only be the whole of freedom; a piece of freedom is not freedom. You despair of the possibility of obtaining the whole of freedom, freedom from everything — yes, you consider it insanity even to wish this? — Well, then leave off chasing after the phantom, and spend your pains on something better than the — unattainable.
31. ↑  The commoner is what he is through the protection of the State, through the State’s grace. He would necessarily be afraid of losing everything if the State’s power were broken.

But how is it with him who has nothing to lose, how with the proletarian? As he has nothing to lose, he does not need the protection of the State for his “nothing.” He may gain, on the contrary, if that protection of the State is withdrawn from the protégé.

Therefore the non-possessor will regard the State as a power protecting the possessor, which privileges the latter, but does nothing for him, the non-possessor, but to — suck his blood. The State is a — commoners’ State, is the estate of the commonalty. It protects man not according to his labor, but according to his tractableness (“loyalty”) — to wit, according to whether the rights entrusted to him by the State are enjoyed and managed in accordance with the will, i. e., laws, of the State.

Under the regime of the commonalty the laborers always fall into the hands of the possessors, of those who have at their disposal some bit of the State domains (and everything possessible in State domain, belongs to the State, and is only a fief of the individual), especially money and land; of the capitalists, therefore. The laborer cannot realize on his labor to the extent of the value that it has for the consumer. “Labor is badly paid!” The capitalist has the greatest profit from it. — Well paid, and more than well paid, are only the labors of those who heighten the splendor and dominion of the State, the labors of high State servants. The State pays well that its “good citizens,” the possessors, may be able to pay badly without danger; it secures to itself by good payment its servants, out of whom it forms a protecting power, a “police” (to the police belong soldiers, officials of all kinds, e.g. those of justice, education, etc. — in short, the whole “machinery of the State”) for the “good citizens,” and the “good citizens” gladly pay high tax-rates to it in order to pay so much lower rates to their laborers.

But the class of laborers, because unprotected in what they essentially are (for they do not enjoy the protection of the State as laborers, but as its subjects they have a share in the enjoyment of the police, a so-called protection of the law), remains a power hostile to this State, this State of possessors, this “citizen kingship.” Its principle, labor, is not recognized as to its value; it is exploited,[ausgebeutet] a spoil [Kriegsbeute] of the possessors, the enemy.

The laborers have the most enormous power in their hands, and, if they once became thoroughly conscious of it and used it, nothing would withstand them; they would only have to stop labor, regard the product of labor as theirs, and enjoy it. This is the sense of the labor disturbances which show themselves here and there.

The State rests on the — slavery of labor. If labor becomes free. the State is lost. The Ego and its Own
32. 1 2  Moggach, Douglas & De Ridder, Widukind. Hegelianism in Restoration Prussia,1841–1848: Freedom, Humanism and ‘Anti-Humanism’ in Young Hegelian Thought. In: 'Hegel's Thought in Europe: Currents, Crosscurrents and Undercurrents', ed. Lisa Herzog (pp. 71-92). Basingstoke and New York: Palgrave Macmillan, 2013, pp. 82-83
33. ↑  Encyclopaedia of Philosophy, The Macmillan company Press, New York, 1967
34. ↑  See Bernd A. Laska: Nietzsche's initial crisis. In: Germanic Notes and Reviews, vol. 33, n. 2, fall/Herbst 2002, pp. 109–133
35. ↑  George J. Stack, Lange and Nietzsche, Walter de Gruyter, Berlin, New York, 1983, p. 12, ISBN 978-3-11-008866-3
36. 1 2  Zalta, Edward N.; Nodelman, Uri (편집.). 〈Max Stirner〉. 《Stanford Encyclopedia of Philosophy》 (영어).
37. ↑  Max Stirner, a durable dissident – in a nutshell
38. ↑  Quoted in Read's book, "The Contrary Experience", Faber and Faber, 1963.
39. ↑  See Memoirs of a revolutionary, 1901–1941 by Victor Serge. Publisher Oxford U.P., 1967
40. ↑  See Bernd A. Laska: Ein dauerhafter Dissident. Nürnberg: LSR-Verlag 1996 (online)
41. ↑  See Bernd A. Laska: Katechon und Anarch. Nürnberg: LSR-Verlag 1997 (online)
42. ↑  Huneker's book Egoists, a Book of Supermen (1909)contains an essay on Stirner.
43. ↑  See Goldman, Anarchism and Other Essays, p. 50.
44. ↑  Wilson, A N (2004년 11월 1일). “World of books”. 《The Daily Telegraph》 (London). 2010년 5월 12일에 확인함.[깨진 링크(과거 내용 찾기)]
45. ↑  Between Man and Man by Martin Buber, Beacon Press, 1955.
46. ↑  From Hegel to Marx by Sidney Hook,
London, 1936.
47. ↑  "The long revolution is preparing to write works in the ink of action whose unknown or nameless authors will flock to join Sade, Fourier, Babeuf, Marx, Lacenaire, Stirner, Lautréamont, L’hautier, Vaillant, Henry, Villa, Zapata, Makhno, the Communards, the insurrectionaries of Hamburg, Kiel, Kronstadt, Asturias – all those who have not yet played their last card in a game which we have only just joined: the great gamble whose stake is freedom." Raoul Vaneigem. The Revolution of Everyday Life
48. ↑  David Goodway, Anarchist Seeds Beneath the Snow, Liverpool University Press,
2006 (pg.75).
49. ↑  Henri Arvon, Aux sources de 1'existentialisme Max Stirner (Paris, 1954), p. 14
50. ↑  Zwischen 18 and 25, pp. 237–238.
51. ↑  "Chapter Sankt Max in Die deutsche Ideologie
52. ↑  I. Berlin, Karl Marx (New York, 1963), 143.
53. ↑  G. Stedman-Jones, 'Introduction' in K. Marx & F. Engels, The Communist Manifesto (London, 2002)
54. ↑  Jacques Derrida. Specters of Marx. Routledge. 1994
55. ↑  "Human or divine, as Stirner said, the predicates are the same whether they belong analytically to the divine being, or whether they are synthetically bound to the human form" (Gilles Deleuze. The Logic of Sense. Continuum. 2004). p. 122.
56. ↑  Albert Levy, Stirner and Nietzsche, Paris, 1904; Robert Schellwien, Max Stirner and Friedrich Nietzsche, 1892; H.L. Mencken, The Philosophy of Friedrich Nietzsche, 1908; K. Löwith, From Hegel To Nietzsche New York, 1964, p187; R.A. Nicholls, "Beginnings of the Nietzsche Vogue in Germany", in Modern Philology, Vol. 56, No. 1, Aug., 1958, pp. 24–37; T. A. Riley, "Anti-Statism in German Literature, as Exemplified by the Work of John Henry Mackay", in PMLA, Vol. 62, No. 3, Sep., 1947, pp. 828–843; Seth Taylor, Left Wing Nietzscheans, The Politics of German Expressionism 1910–1920, p144, 1990, Walter de Gruyter, Berlin/New York; Gilles Deleuze, Nietzsche et la Philosophy, Presses Universitaires de France, 1962; R. C. Solomon & K. M. Higgins, The Age of German Idealism, p300, Routledge, 1993
57. ↑  While discussion of possible influence has never ceased entirely, the period of most intense discussion occurred between 1892 and 1900 in the German-speaking world. During this time, the most comprehensive account of Nietzsche's reception in the German language, the 4 volume work of Richard Frank Krummel: Nietzsche und der deutsche Geist indicates 83 entries discussing Stirner and Nietzsche. The only thinker more frequently discussed in connection with Nietzsche during this time is Schopenhauer, with about twice the number of entries. Discussion steadily declines thereafter, but is still significant. Nietzsche and Stirner show 58 entries between 1901 and 1918. From 1919 to 1945 there are 28 entries regarding Nietzsche and Stirner.
58. ↑  "Apart from the information which can be gained from the annotations, the library (and the books Nietzsche read) shows us the extent, and the bias, of Nietzsche's knowledge of many fields, such as evolution and cosmology. Still more obvious, the library shows us the extent and the bias of Nietzsche's knowledge about many persons to whom he so often refers with ad hominem statements in his works. This includes not only such important figures as Mill, Kant, and Pascal but also such minor ones (for Nietzsche) as Max Stirner and William James who are both discussed in books Nietzsche read." T. H. Brobjer, "Nietzsche's Reading and Private Library", 1885–1889, in Journal of the History of Ideas, Vol. 58, No. 4, Oct., 1997, pp. 663–693; Stack believes it is doubtful that Nietzsche read Stirner, but notes "he was familiar with the summary of his theory he found in Lange's history." George J. Stack, Lange and Nietzsche, Walter de Gruyter, 1983, p 276
59. ↑  Albert Levy, Stirner and Nietzsche, Paris, 1904
60. ↑  Bernd A. Laska: Nietzsche's initial crisis. In: Germanic Notes and Reviews, vol. 33, n. 2, fall/Herbst 2002, pp. 109–133
61. ↑  이 당시 니체는 정신적인 질병으로 인해 사실 상 절필한 상황이었다.
62. ↑  Eduard von Hartmann, Nietzsches "neue Moral", in Preussische Jahrbücher, 67. Jg., Heft 5, Mai 1891, S. 501–521; augmented version with more express reproach of plagiarism in: Ethische Studien, Leipzig, Haacke 1898, pp. 34–69
63. ↑  This author believes that one should be careful in comparing the two men. However, he notes: "It is this intensive nuance of individualism that appeared to point from Nietzsche to Max Stirner, the author of the remarkable work Der Einzige und sein Eigentum. Stirner's influence in modern Germany has assumed astonishing proportions, and moves in general parallel with that of Nietzsche. The two thinkers are regarded as exponents of essentially the same philosophy." O. Ewald, "German Philosophy in 1907", in The Philosophical Review, Vol. 17, No. 4, Jul., 1908, pp. 400–426
64. ↑  [in the last years of the 19th century] "The question of whether Nietzsche had read Stirner was the subject of great debate" R.A. Nicholls, "Beginnings of the Nietzsche Vogue in Germany", in Modern Philology, Vol. 56, No. 1, Aug., 1958, pp. 29–30
65. ↑  Levy pointed out in 1904 that the similarities in the writing of the two men appeared superficial. Albert Levy, Stirner and Nietzsche, Paris, 1904
66. ↑  R.A. Nicholls, "Beginnings of the Nietzsche Vogue in Germany", in Modern Philology, Vol. 56, No. 1, Aug., 1958, pp. 24–37
67. ↑  "Stirner, like Nietzsche, who was clearly influenced by him, has been interpreted in many different ways", Saul Newman, From Bakunin to Lacan: Anti-authoritarianism and the Dislocation of Power, Lexington Books, 2001, p 56; "We do not even know for sure that Nietzsche had read Stirner. Yet, the similarities are too striking to be explained away." R. A. Samek, The Meta Phenomenon, p70, New York, 1981; Tom Goyens, (referring to Stirner's book The Ego and His Own) "The book influenced Friedrich Nietzsche, and even Marx and Engels devoted some attention to it." T. Goyens, Beer and Revolution: The German Anarchist Movement In New York City, p197, Illinois, 2007
68. ↑  "We have every reason to suppose that Nietzsche had a profound knowledge of the Hegelian movement, from Hegel to Stirner himself. The philosophical learning of an author is not assessed by the number of quotations, nor by the always fanciful and conjectural check lists of libraries, but by the apologetic or polemical directions of his work itself." Gilles Deleuze (translated by Hugh Tomlinson), Nietzsche and Philosophy, 1962 (2006 reprint, pp. 153–154)
69. ↑  https://theanarchistlibrary.org/library/abissonichilista-the-unique-one-meets-the-overhuman
70. ↑  Guido Giacomo Preparata, "Perishable Money in a Threefold Commonwealth: Rudolf Steiner and the Social Economics of an Anarchist Utopia". Review of Radical Economics 38/4 (Fall 2006). pp. 619–648
71. ↑  "Only the influence of the German philosopher of egoism, Max Stirner (né Johann Kaspar Schmidt, 1806–1856), as expressed through The Ego and His Own (Der Einzige und sein Eigentum) compared with that of Proudhon. In adopting Stirnerite egoism (1886), Tucker rejected natural rights which had long been considered the foundation of libertarianism. This rejection galvanized the movement into fierce debates, with the natural rights proponents accusing the egoists of destroying libertarianism itself. So bitter was the conflict that a number of natural rights proponents withdrew from the pages of Liberty in protest even though they had hitherto been among its frequent contributors. Thereafter, Liberty championed egoism although its general content did not change significantly."Wendy Mcelroy. "Benjamin Tucker, Individualism, & Liberty: Not the Daughter but the Mother of Order" 보관됨 2011-05-24 - 웨이백 머신
72. ↑  Daniel Guérin,Anarchism: From Theory to Practice
73. ↑  Four Ourselves, The Right To Be Greedy: Theses On The Practical Necessity Of Demanding Everything
74. ↑  "What is Ideology?" by Jason McQuinn
75. ↑  “BONANNO, Alfredo Maria”. 2009년 7월 10일에 원본 문서에서 보존된 문서. 2009년 7월 10일에 확인함.
76. ↑  https://theanarchistlibrary.org/library/max-stirner-stirner-s-critics If Stirner had said: You are more than a living essence or animal, this would mean, you are still an animal, but animality does not exhaust what you are......
77. ↑  Karl Heinrich Ulrichs had begun a journal called Prometheus in 1870, but only one issue was published. (Kennedy, Hubert, Karl Heinrich Ulrichs: First Theorist of Homosexuality, In: 'Science and Homosexualities', ed. Vernon Rosario. New York: Routledge, 1997, pp. 26–45.)
78. ↑  
"La insumisión voluntaria. El anarquismo individualista español durante la dictadura y la Segunda República" by Xavier Díez

## 참고
- Stirner, Max: Der Einzige und sein Eigentum (1845 [October 1844]). Stuttgart: Reclam-Verlag, 1972ff; engl. trans. The Ego and Its Own (1907), ed. David Leopold, Cambridge/ New York: CUP 1995
- Stirner, Max: "Recensenten Stirners" (September 1845). In: Parerga, Kritiken, Repliken, Bernd A. Laska, ed., Nürnberg: LSR-Verlag, 1986; engl. trans. Stirner's Critics (abridged), see below
- Max Stirner, Political Liberalism (1845)

## 더 읽을거리
- Max Stirner's 'Der Einzige und sein Eigentum' im Spiegel der zeitgenössischen deutschen Kritik. Eine Textauswahl (1844–1856). Hg. Kurt W. Fleming. Leipzig: Verlag Max-Stirner-Archiv 2001 (Stirneriana)
- Arena, Leonardo V., Note ai margini del nulla, ebook, 2013.
- Arvon, Henri, Aux Sources de l'existentialisme, Paris: P.U.F. 1954
- Essbach, Wolfgang, Gegenzüge. Der Materialismus des Selbst. Eine Studie über die Kontroverse zwischen Max Stirner und Karl Marx. Frankfurt: Materialis 1982
- Helms, Hans G, Die Ideologie der anonymen Gesellschaft. Max Stirner 'Einziger' und der Fortschritt des demokratischen Selbstbewusstseins vom Vormärz bis zur Bundesrepublik, Köln: Du Mont Schauberg, 1966
- Koch, Andrew M., "Max Stirner: The Last Hegelian or the First Poststructuralist". In: Anarchist Studies, vol. 5 (1997) pp. 95–108
- Laska, Bernd A., Ein dauerhafter Dissident. Eine Wirkungsgeschichte des Einzigen, Nürnberg: LSR-Verlag 1996 (TOC, index)
- Laska, Bernd A., Ein heimlicher Hit. Editionsgeschichte des "Einzigen". Nürnberg: LSR-Verlag 1994 (abstract)
- Marshall, Peter H. "Max Stirner" in "Demanding the Impossible: A History of Anarchism "(London: HarperCollins, 1992).
- Moggach, Douglas & De Ridder, Widukind, "Hegelianism in Restoration Prussia,1841–1848: Freedom, Humanism and ‘Anti-Humanism’ in Young Hegelian Thought". In: Herzog, Lisa (ed.): Hegel's Thought in Europe: Currents, Crosscurrents and Undercurrents. Basingstoke and New York, Palgrave Macmillan, 2013, pp. 71–92 (Google Books)
- Newman, Saul (ed.), Max Stirner (Critical Explorations in Contemporary Political Thought), Basingstoke and New York: Palgrave Macmillan, 2011 (full book)
- Newman, Saul, Power and Politics in Poststructural Thought. London and New York: Routledge 2005
- Paterson, R.W.K., The Nihilistic Egoist: Max Stirner, Oxford: Oxford University Press 1971
- Stepelevich, Lawrence S., Max Stirner As Hegelian. In: Journal of the History of Ideas, Vol. 46, nr. 4, pp. 597–614
- Stepelevich, Lawrence S., Ein Menschenleben. Hegel and Stirner". In: Moggach, Douglas (ed.): The New Hegelians. Philosophy and Politics in the Hegelian School. Cambridge, Cambridge University Press, 2006, pp. 166–176
- Welsh, John F. Max Stirner's Dialectical Egoism: A New Interpretation. Lexington Books. 2010.
- Wilkinson, Will (2008). 〈Stirner, Max (1806–1856)〉.   Hamowy, Ronald. 《The Encyclopedia of Libertarianism》. Thousand Oaks, CA: SAGE; Cato Institute. 493–5쪽. ISBN 978-1-4129-6580-4. LCCN 2008009151. OCLC 750831024.
- Di Mascio, Carlo, Stirner Giuspositivista. Rileggendo l'Unico e la sua proprietà, 2 ed., Edizioni Del Faro, Trento, 2015, pp. 253, ISBN 978-88-6537-378-1

### 일반
- Zalta, Edward N.; Nodelman, Uri (편집.). 〈Max Stirner〉. 《Stanford Encyclopedia of Philosophy》 (영어)., an extensive introduction
- Svein Olav Nybergs website on Max Stirner, with extensive links to texts and references
- Max Stirner within the LSR project (English section)
- Max Stirner Project by H. Ibrahim Türkdogan
- Archive of texts on Stirner at the Anarchist Library

### 다른 철학자들과의 관계
- Max Stirner, a durable dissident, 'How Marx and Nietzsche suppressed their colleague Max Stirner and why he has intellectually survived them'
- Stirner Delighted in His Construction – "loves miracles, but can only perform a logical miracle", by Karl Marx
- Nietzsche's initial crisis due to an encounter with Stirner's "The Ego", by Bernd A. Laska (2002)
- Max Stirner As Hegelian, By Lawrence S. Stepelevich
- "At the End of the Path of Doubt: Max Stirner", By Lawrence S. Stepelevich (Owl of Minerva 41:1–2 (2009–10) pp. 85–106)

### 텍스트
- Max Stirner의 작품 - 프로젝트 구텐베르크
- 작품 정보 막스 슈티르너 - 인터넷 아카이브
- 막스 슈티르너의 작품 - 리브리복스 (퍼블릭 도메인 오디오북)
- Online book Der Einzige und sein Eigentum
- The complete original text in German of Der Einzige und sein Eigentum
- The complete English edition of "The Ego and his Own", in the translation of Steven T. Byington.
- Some of Stirner's illuminating "Shorter Essays", translated into English
- Recensenten Stirners / Stirner's Critics bilingual: full text in German / abridged text in English (trans. Frederick M. Gordon)
- Archive of the 4 works of Stirner translated into English including a 2011 complete translation of Stirner´s Critics (translated by Wolfi Landstreicher at the Anarchist Library)